# Röse von Hallunda gård

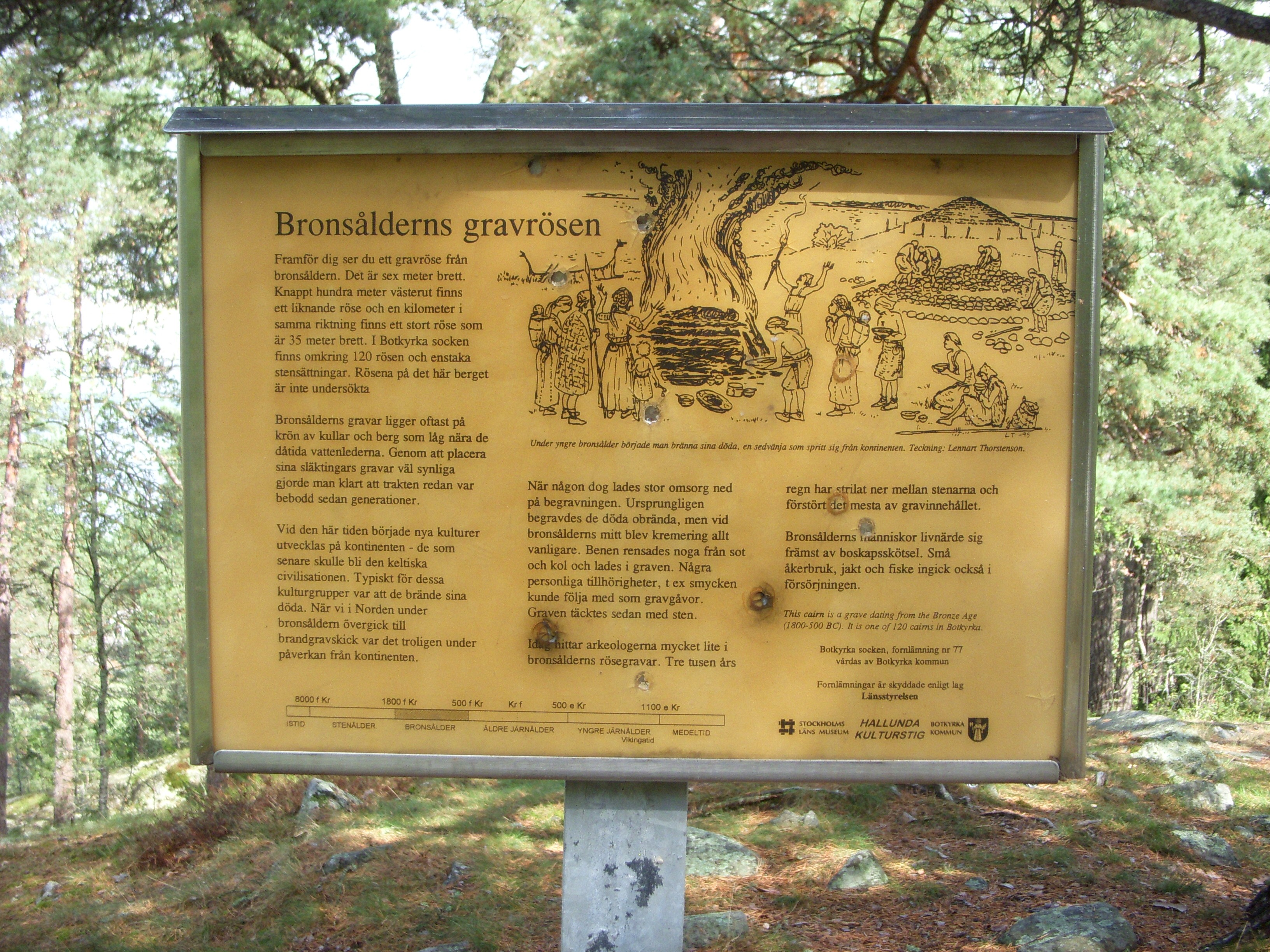
Röse von Hallunda

Die archäologisch nicht untersuchte, bronzezeitliche Röse von Hallunda gård liegt westlich von Botkyrka in Stockholms län in Schweden.
Sie ist eine Långrösen, die in Botkyrka direkt westlich des Hallunda Herrenhofes (Hallunda herrgård) an einem ausgeschilderten Kultursteg liegt. Die Hallundaröse hat einen Durchmesser von 35 Metern und eine Höhe von fünf bis sechs Metern und ist damit die zweitgrößte der etwa 792 Rösen in Södermanland. Zwei etwas kleinere Rösen befinden sich auf dem Gebiet zwischen Hallunda und Slagsta. Das paarweise Auftreten von Rösen ist weit verbreitet. Die Röse ist vor etwa 3.000 Jahren auf einer natürlichen Erhebung errichtet worden. Falls Gräber in der Röse vorhanden sein sollten, befinden sie sich vermutlich an den Seiten oder unter dem Fuß. Auf dem Gräberfeld (schwedisch Hallunda gårds gravfält) befindet sich auch ein Domarring.
Beim nahen Ort Alby liegt die Steinkiste Albykistan. Etwa 2,0 km östlich von Hallunda liegt die Felsritzung von Slagsta (schwedisch Slagsta-hällristningen).

Hallunda gård
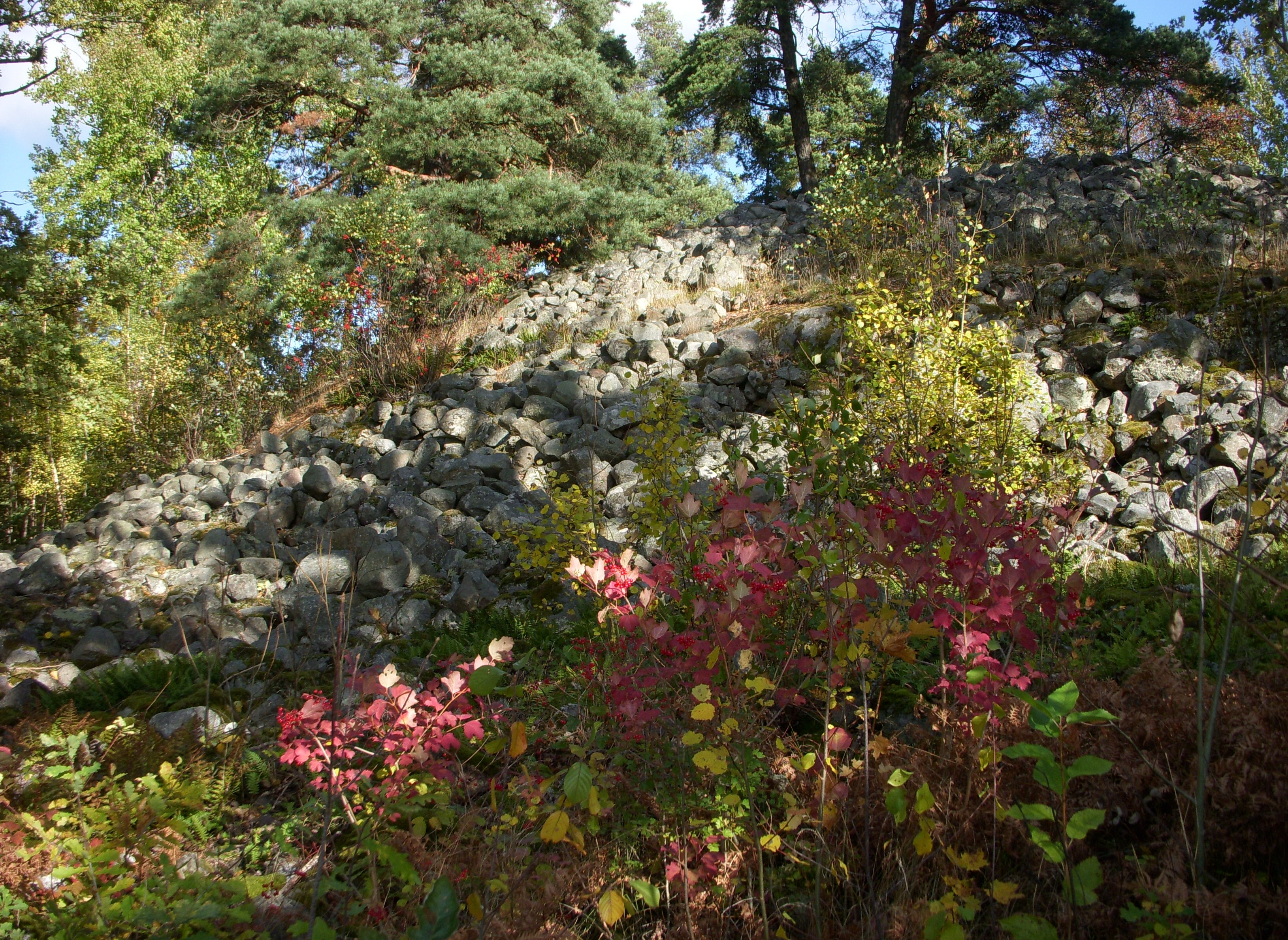
Die Röse im Oktober 2009
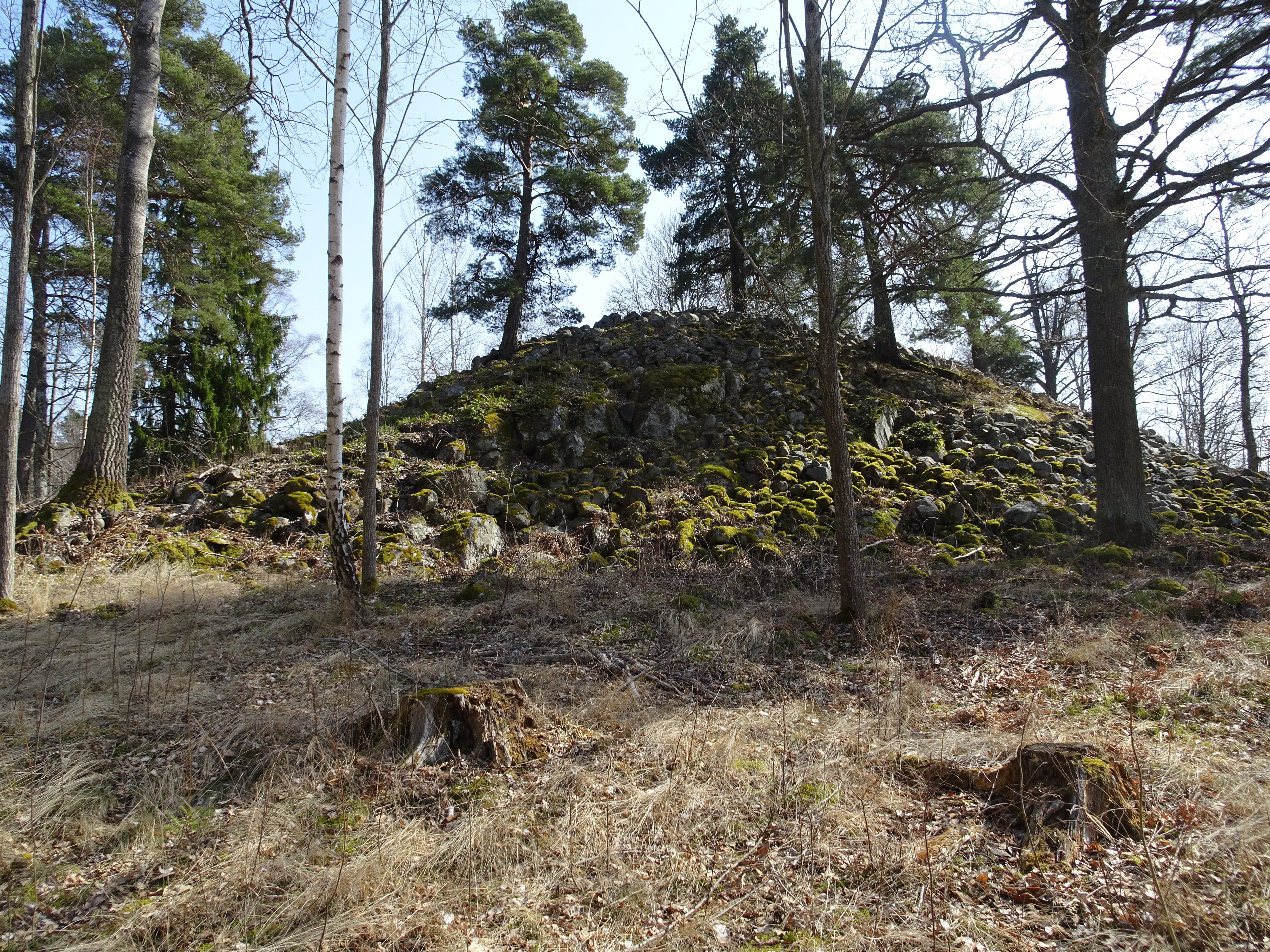
Die Röse im April 2018
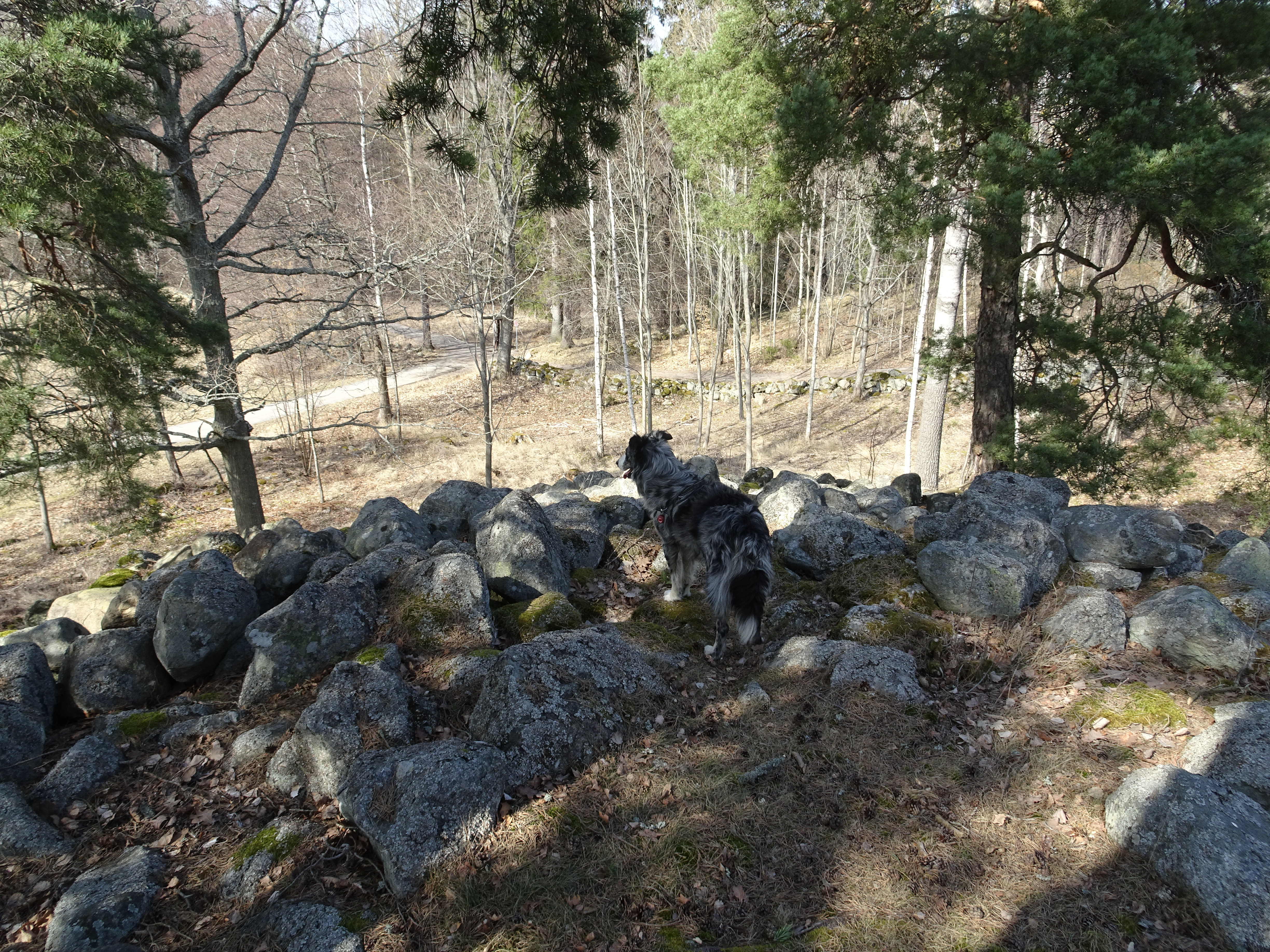
Blick von der Röse in Richtung Nordwest.
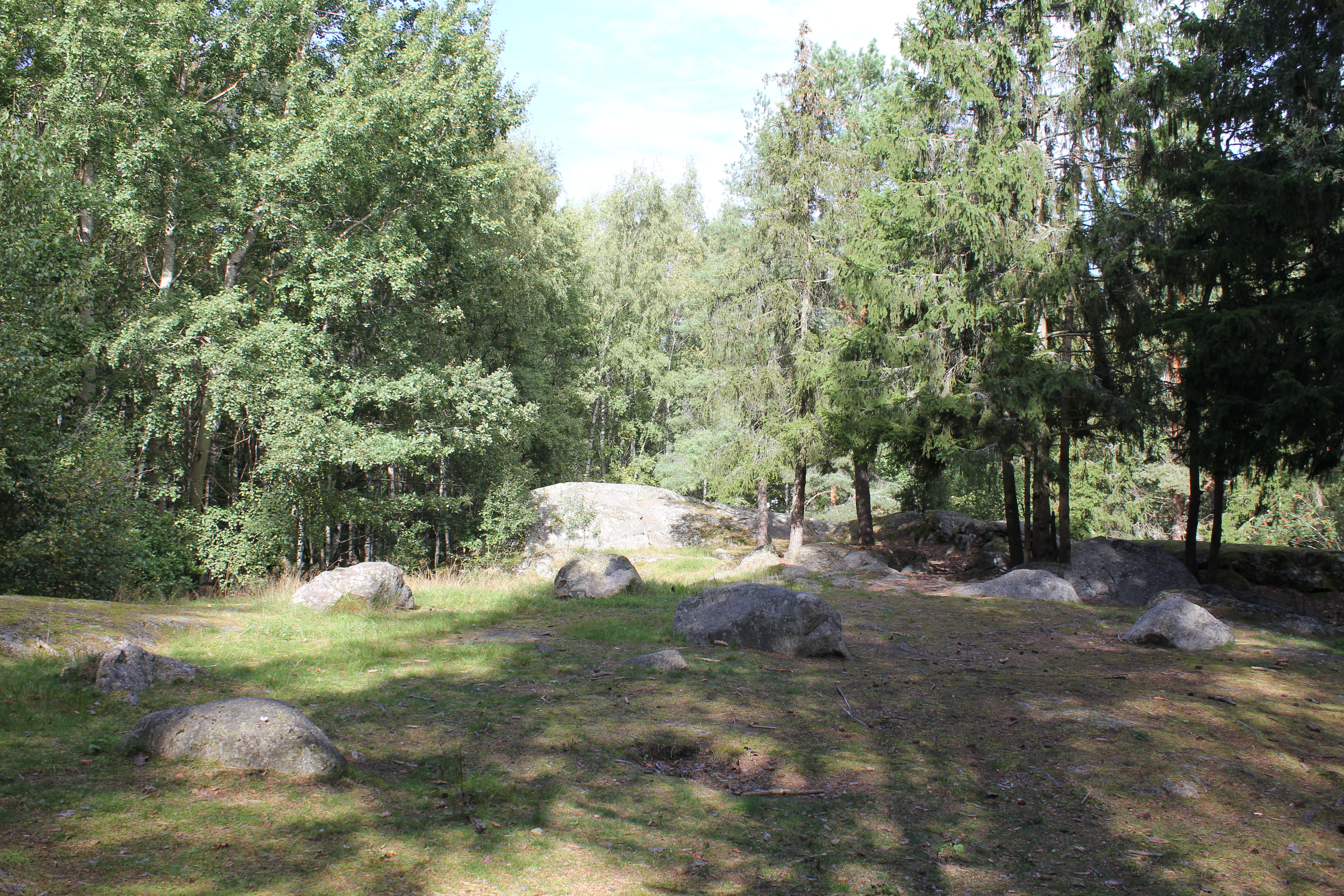
Domarring